# Płaskowiec cesarski
Płaskowiec cesarski (Platysaurus imperator) – gatunek jaszczurki z rodziny szyszkowcowatych (Cordylidae).

## Występowanie i biotop
Północno-wschodnie Zimbabwe i przyległy obszar Mozambiku. Ostańce granitowe i piaskowce na sawannie.

## Wygląd
Głowa, tułów, ogon i nogi tej jaszczurki są bardzo spłaszczone, dzięki temu może się ona wcisnąć w wąskie szczeliny między i pod blokami skalnymi, wśród których żyje. W kryjówce nadyma ciało, klinując się, co praktycznie uniemożliwia wydobycie jej. Samce wyznaczają rewiry, których bronią, przyjmując postawę imponującą wobec intruzów – unoszą się, demonstrując jaskrawą barwę podgardla i piersi.
Duże łuski pokrywają jedynie kark, natomiast grzbiet jest gładki. Samiec jest znacznie większy od samicy. Ma żółto-czerwoną głowę, tułów i ogon – czerwone, nogi – czarne. Ubarwienie samicy jest bardziej matowe, czarne, jedynie na głowie występują 3 żółte smugi, przechodzące na kark.

## Tryb życia
Płaskowiec cesarski jest zwierzęciem dziennym. Poluje w godzinach przed- i popołudniowych. W środku dnia chroni się przed palącym żarem w kryjówkach skalnych.

## Odżywianie
Żywi się owadami, głównie szarańczakami i chrząszczami.